# Antonio Adán
Antonio Adan Garrido (n. 13 mai 1987 în Madrid) este un fotbalist spaniol liber de contract care joacă pe postul de portar.